# Distrito de Lindau
Lindau es uno de los 71 distritos en que está dividido administrativamente el estado alemán de Baviera.

## Ciudades y municipios
| Ciudades                          | Municipios                                                                                                 | |
| --------------------------------- | --- | --- |
| 1. Lindau 2. Lindenberg im Allgäu | 1. Bodolz 2. Gestratz 3. Grünenbach 4. Heimenkirch 5. Hergatz 6. Hergensweiler 7. Maierhöfen 8. Nonnenhorn | 1. Oberreute 2. Opfenbach 3. Röthenbach 4. Scheidegg 5. Sigmarszell 6. Stiefenhofen 7. Wasserburg am Bodensee 8. Weiler-Simmerberg 9. Weißensberg |